# Io tigro, tu tigri, egli tigra
Io tigro, tu tigri, egli tigra è un film collettivo in tre episodi del 1978. La regia del primo episodio è di Renato Pozzetto ed è interpretato dallo stesso Pozzetto con Cochi Ponzoni, le altre due di Giorgio Capitani, mentre la sigla di testa è di Sandro Lodolo.

## Trama

### Primo episodio
Un autotrasportatore di nome Elia, che usa un motocarro elaborato come una vettura da corsa, si fa assumere come cameriere in una casa di ricchi industriali, rimasti senza personale dopo che hanno licenziato la cuoca e il cameriere. Qui stringe amicizia con il suo principale di nome Caminito, con cui inizia a progettare l'omicidio della moglie. Anche se il piano è stato studiato bene, la moglie non muore, anzi muore il suo amante, l'ufficiale dei carabinieri amico della coppia, che in quel momento si trovava a letto con lei.
Rimasta viva, deve quindi evitare lo scandalo dando dei soldi e mantenendo suo marito e il cameriere. Sfortunatamente per questi ultimi, la moglie trova il progetto della sua uccisione, e i due si trovano nei guai.

### Secondo episodio
Della Spigola è uno scrittore di fantascienza che non riesce ad avere rapporti con la moglie. Prova invano a travestirla da personaggio spaziale, ma va in bianco. Ironia della sorte, gli alieni protagonisti dei romanzi di Della Spigola esistono realmente e lo rapiscono. Per accertarsi lo sottopongono a dei test molto strani, tra cui quello della temperatura del loro pianeta natale Phobos (uno dei due satelliti naturali di Marte in cui vivono), uno per la resistenza alla forza centrifuga, sull'intelligenza, e da quest'ultimo deducono che il suo quoziente intellettivo era pari a quello di una formica presente sul loro pianeta.
Notando la sua incapacità decidono quindi di utilizzarlo, con scarso successo, per la riproduzione con la Regina Nera di Phobos (descritta nei suoi romanzi come una donna bellissima), che si rivela una creatura orrenda. Della Spigola viene riportato sulla Terra e immediatamente racconta l'accaduto ai suoi colleghi, ma non viene creduto e anzi, portato in manicomio. A sorpresa, i due operatori del TSO sono marziani sotto mentite spoglie.

### Terzo episodio
Roberto Micozzi, un giovane di Roma, riceve disilluso la cartolina per la visita di leva. Corre subito dall'amica Italia, prostituta a cui è legato, pregandola ingenuamente di raccomandarlo "nelle alte sfere" che lei conosceva, per un riformamento, finendo invece arruolato nel 5º reggimento Bersaglieri. In un'esercitazione di guerra, ritrovatosi casualmente al comando di un manipolo di trenta sbandati ed ignaro della posizione e degli ordini dei suoi superiori, simula uno scenario di guerra ed inconsapevolmente ordina di entrare in Svizzera. Dopo uno screzio con un allevatore, il gruppo decide di andare in città per comprare sigarette (vestiti ed organizzati in assetto di guerra) ed entrano a Bellinzona.
Le vedette elvetiche avvertono l'alto comando, interpretando il fatto come un'invasione in atto. La notizia si gonfia: ai generali elvetici è riferito che sono tremila; perfino la Televisione svizzera annuncia "tre milioni di bersaglieri italiani in assetto di guerra" entrati nel Ticino. L'allarme è generale e il governo locale richiama tutto l'esercito.
I ragazzi trovano la città deserta (é in atto il coprifuoco) e cercano una tabaccheria aperta, ma il tabaccaio, altresì sindaco della città, si rifiuta di collaborare, sicché vanno a caccia del sindaco-tabaccaio, che scappa su un campanile. Assaltano il campanile, ma il sindaco stordito dal frastuono delle campane non ci sente, e non capisce la richiesta di sigarette.
Sulla via del ritorno i poveri fumatori, per una serie di equivoci nel caos di ordini e telefonate tra Svizzera ed Italia, fanno saltare in aria un ponte, credendo di essere nelle "Grandi Manovre". Ma sotto il fuoco delle truppe svizzere capiscono il tutto ed immediatamente alzano bandiera bianca. Incarcerato, Micozzi allo scadere della condanna incontra gli stessi amici bersaglieri, ora amici anche nella vita di tutti i giorni.

## Colonna sonora
Della colonna sonora, composta da Enzo Jannacci, accreditato nei titoli come Vincenzo Jannacci, e Piero Umiliani, è stato pubblicato solamente il 45 giri Lo sputtanamento/Silvano, cantato dal duo Cochi e Renato e pubblicato il 24 settembre 1978 dall'etichetta discografica CGD con numero di catalogo CGD 10106.